# Shaun Cansdell
Shaun Cansdell es un surfista profesional nacido el 11 de diciembre de 1978 en Sídney, Nueva Gales del Sur, Australia. Se le conoce también como Cans en el mundo del surf.

## Carrera profesional
Shaun Cansdell es una de las promesas del surf australiano y uno de los mejores jóvenes de este país tras el boom, en su momento, de Mick Fanning. Está considerado como "el nuevo Occy", en referencia al legendario surfista australiano Mark Occhilupo.
Cansdell consiguió varias victorias en su etapa júnior, entre las que destaca el World Grommet Champ para menores de 16 años y el segundo puesto en el Billabong Junior World Championships conseguido en 2004, sólo superado por Adriano Souza. Después victorias en el Von Zipper Air Tahiti y el Sooruz Lacanau Pro en Francia, ya en las WQS de la ASP.
Debutó en 2006 en el ASP World Tour con buenos resultados: segundo puesto en el Globe WCT Fiji y un quinto puesto en el Rip Curl Pro Bells Beach. Forma parte del equipo de los cinco surfistas profesionales de Billabong, compañía surfera que lo fichó en 2004.